# Suolajärvi (sjö i Finland, Lappland)
Suolajärvi är en sjö i Finland. Den ligger i kommunen Rovaniemi i landskapet Lappland, i den norra delen av landet, 700 km norr om huvudstaden Helsingfors. Suolajärvi ligger 131,1 meter över havet. Arean är 65,8 hektar och strandlinjen är 4,75 kilometer lång. Sjön  ingår i Kemi älvs huvudavrinningsområde. 